# Брянское сельское поселение
Се́льское поселе́ние «Бря́нское» (бур. Брянскын hомон) — муниципальное образование в Кабанском районе Бурятии Российской Федерации.
Административный центр — село Тресково. Включает 3 населённых пункта.

## Население
| 2002  | 2011  | 2012  | 2013  | 2014  | 2015  | 2016  |
| ----- | ----- | ----- | ----- | ----- | ----- | ----- |
| 2459  | ↗2603 | ↗2635 | ↗2692 | ↗2701 | ↗2747 | ↘2724 |
| 2017  | 2018  | 2019  | 2020  | 2021  | 2023  | 2024  |
| ↗2728 | ↘2704 | ↘2700 | ↘2678 | ↘2303 | ↘2296 | ↘2263 |

## Состав сельского поселения
| № | Населённый пункт | Тип населённого пункта       | Население |
| - | ---------------- | ---------------------------- | --------- |
| 1 | Брянск           | село                         | ↗1075     |
| 2 | Таракановка      | село                         | ↗157      |
| 3 | Тресково         | село, административный центр | ↗1380     |